# Imagine (série)
Imagine é uma série de jogos eletrônicos específicos para meninas, com jogos lançados desde 2007.

## Jogos da série
- Imagine: Master Chef (2007)
- Imagine: Fashion Designer (2007)
- Imagine: Animal Doctor (2007)
- Imagine: Babies|Imagine: Babyz (2007)
- Imagine: Figere Skater (2008)
- Imagine: Rock Star (2008)
- Imagine: Teacher (2008)
- My Secret World by Imagine (2008)
- Imagine: Babysitters (2008)
- Imagine: Baby Club (2008)
- Imagine: Fashion Model (2008)
- Imagine: Modern Dancer (2008)
- Imagine: Fashion Designer New York (2008) (Curiosidade: Este jogo é aparentado no filme "O Diabo Veste Prada")
- Imagine: Champion Rider (2008)
- Imagine: Pet Hospital (2008)
- Imagine: Interior Designer (2008)
- Imagine: Wedding Designer (2008)
- Imagine Dream Wedding (2008)
- Imagine Party Babyz (2008)
- Imagine: Ballet Star (2008)
- Imagine: Movie Star (2008)
- Imagine Fashion Party (2009)
- Imagine: Cheerleader (2009)
- Imagine: Ice Champions (2009)
- Imagine: Family Doctor (2009)
- Imagine: Makeup Artist (2009)
- Imagine Music Fest (2009)
- Imagine: Detective (2009)